# Ingelheim am Rhein

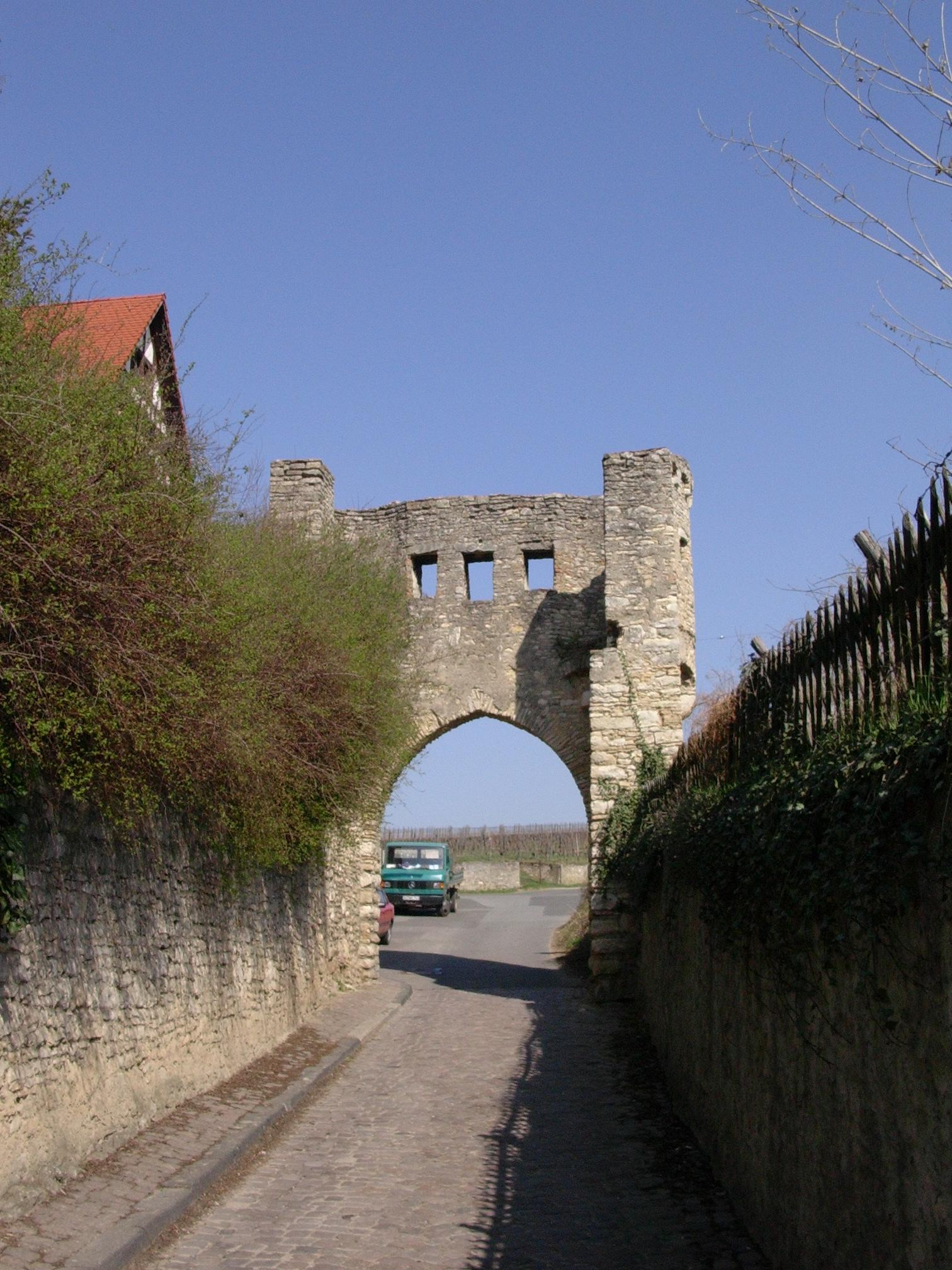
Uffhubtor, antigua puerta de Ober-Ingelheim

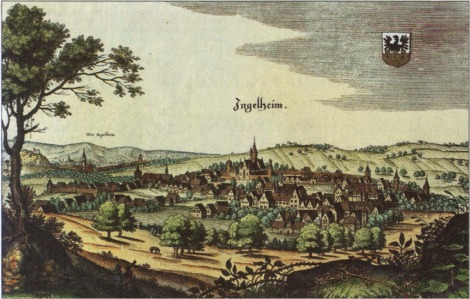
Grabado a color de Ingelheim, Matthäus Merian, 1645.

Ingelheim am Rhein es el centro administrativo del distrito de Maguncia-Bingen, situado en la ribera izquierda del Rin, en la región vitivinícola de Rheinhessen, en el estado federado de Renania-Palatinado, Alemania. La ciudad tiene unos 35.000 habitantes. Acoge la sede central de Boehringer Ingelheim, una de las 20 mayores empresas farmacéuticas del mundo.

## Etimología
La terminación típica de Renania y Hesse -heim (en español: hogar) hunde sus raíces en los tiempos francos, es decir, hacia el siglo V o siglo VI. A las poblaciones y los asentamientos de la época se les ponía el nombre de su dirigente más el sufijo. 
El nombre de la localidad se puede ver en certificados de varias épocas, observándose cómo ha ido evolucionando hasta la denominación actual: Ingilinhaim, Ingilinheim (782), Ingilenhaim, Engelheim, Hengilonheim, Engilonheim (822), Engilinheim (826), Hingilinheim (855), Ingilunheim (874), Ingulinheim (889), Ingelesheim (891), Ingelenheim (940), Anglia sedes (1051), Ingilheim e Ingelnheim de 1286 en adelante. Desde 1269 se diferencia entre Ingelheim de arriba y de abajo.

## Historia
La zona de Ingelheim ha estado habitada desde la prehistoria. La localidad comenzó a tener importancia desde tiempos de Carlomagno y sus sucesores. Carlomagno estableció en la localidad una corte (Palacio Imperial (Ingelheim)), en la cual se celebraron concilios y dietas imperiales. Su hijo y sucesor, el emperador Ludovico Pío, murió el 20 de junio de 840 en la localidad.    
En la Alta y Baja Edad Media, la importancia de la corte y de Ingelheim empezó a decaer. 
Para la Historia del Derecho alemán, el Alto Tribunal de Ingelheim es muy importante, ya que de él se conserva una colección de jurisprudencia del siglo XV y XVI.
En 1939, las localidades de Nieder-Ingelheim, Ober-Ingelheim y Frei-Weinheim se fusionaron y se convirtieron en la ciudad de Ingelheim am Rhein.
La Segunda Guerra Mundial no afectó a la localidad, siendo esta la única ciudad entre Coblenza y Maguncia que no fue destruida. Ingelheim se encuentra en la actualidad en el centro de Renania-Palatinado y es en ella donde radica la capitalidad del Distrito de Maguncia-Bingen.

## Geografía
Ingelheim am Rhein se halla al norte de Rin-Hesse o (Hesse Renano), en la llamada Rodilla del Rin, al este de la capital del estado, Maguncia. El Rin forma la frontera septentrional del municipio. Al sur, el municipio entra en el valle del Selz, que termina por desembocar en el Rin dentro del núcleo urbano.
Los barrios Ingelheim-Mitte e Ingelheim-Süd se encuentran en la zona noroccidental de las llamadas Montañas de Maguncia. 
El punto más bajo del municipio está en la ribera del Rin, a 80,8 m s. n. m., mientras que los puntos más elevados se encuentran en las montañas, alcanzando una cota máxima de 247,8 m s. n. m.
La distancia máxima norte-sur del municipio alcanza 7,9 kilómetros, en tanto que la anchura máxima este-oeste es de 5 kilómetros.

### Comunidades vecinas
Las siguientes ciudades y municipios hacen frontera con Ingelheim, aparecen dispuestas en el sentido de las agujas del reloj, empezando por el norte: 
Ribera derecha del Rin: Geisenheim, Oestrich-Winkel
Ribera izquierda del Rin: Budenheim, Verbandsgemeinde Nieder-Olm, Schwabenheim y Gau-Algesheim (VG Gau-Algesheim), Bingen am Rhein

### Organización territorial de la ciudad
Ingelheim se divide en seis barrios. En paréntesis se encuentran los nombres anteriores a la reforma administrativa de 1939. 
1. Ingelheim-Mitte (Nieder-Ingelheim)
2. Ingelheim-Nord (Frei-Weinheim)
3. Ingelheim-Süd (Ober-Ingelheim)
4. Sporkenheim
5. Groß-Winternheim
6. Ingelheim-West
7. Heidesheim am Rhein
8. Wackernheim

### Clima

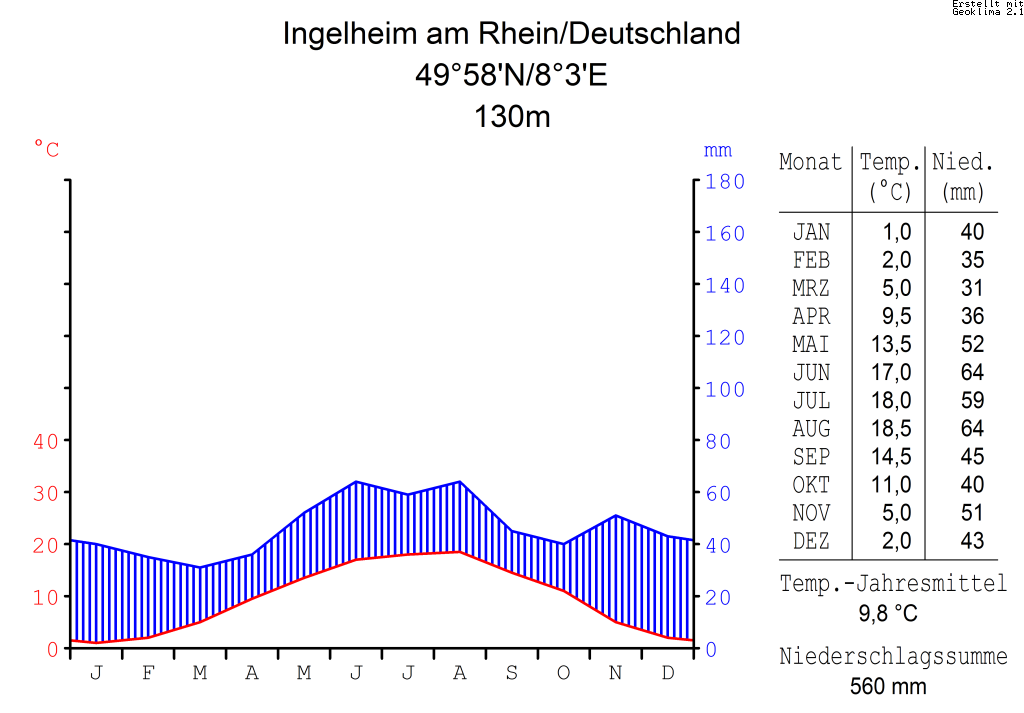
Diagrama climático del periodo 1961- 1990.

Como el resto de Rheinhessen, Ingelheim se encuentra resguardada por las montañas Hunsrück, Taunus, Odenwald y Donnersberg.
| Ene | Feb | Mar | Abr | May | Jun | Jul | Ago | Sep  | Oct  | Nov | Dic |
| 1   | 2   | 4,5 | 9,5 | 14  | 17  | 18  | 18  | 14,5 | 10,5 | 5   | 2   |
| --- | --- | --- | --- | --- | --- | --- | --- | ---- | ---- | --- | --- |
| Ene | Feb | Mar | Abr | May | Jun | Jul | Ago | Sep | Oct | Nov | Dic |
| --- | --- | --- | --- | --- | --- | --- | --- | --- | --- | --- | --- |
| 40  | 35  | 31  | 36  | 52  | 64  | 59  | 64  | 45  | 40  | 51  | 43  |

## Demografía
Desarrollo poblacional
antes de 1939
| Año  | Nieder-Ingelheim | Ober-Ingelheim | Frei-Weinheim | conjunto |
| ---- | ---------------- | -------------- | ------------- | -------- |
| 1815 | 1360             | 1738           | 192           | 3290     |
| 1871 |                  |                |               | 5760     |
| 1885 | 2729             | 3160           | 701           | 6590     |
| 1900 | 3435             | 3402           | 838           | 7675     |
| 1905 |                  |                |               | 8098     |
| 1910 | 3852             | 3479           | 882           | 8213     |
| 1933 | 5157             | 4116           | 1183          | 10.456   |
| 1939 | 5526             | 4309           | 1200          | 11.035   |

a partir de 1939
| Año               | Habitantes |
| ----------------- | ---------- |
| 1939              | 11.035     |
| 1945              | 11.348     |
| 1946              | 11.875¹    |
| 1949              | 12.500     |
| 1955              | 15.078     |
| 1. Januar 1957    | 15.428     |
| 1961              | 15.792     |
| Jahresbeginn 1966 | ca. 19.000 |
| 1970              | 18.719     |
| 1971              | 21.501     |
| 1972              | 22.534     |
| 1974              | 23.323     |

| Año      | Habitantes |
| -------- | ---------- |
| 1975     | 19.224     |
| 1980     | 20.855     |
| 1985     | 21.712     |
| 1990     | 22.111     |
| 1995     | 24.747     |
| 1997     | 25.683     |
| 2000     | 25.840     |
| 2001     | 25.764     |
| 2002     | 25.954     |
| 2003     | 26.153     |
| 2004     | 26.289     |
| ¹: censo |            |

## Cultura

### Religión
En 2011 los habitantes de Ingelheim se declaraban de la siguiente confesión religiosa:  
- protestantes 34 %
- católicos 32 %
- Sin confesión 34 %Zensus 2011 Archivado el 5 de junio de 2013 en Wayback Machine.

Las seis parroquias católicas dependen del obispado de Maguncia y del decanato de Bingen. 
Las cinco comunidades evangélicas pertenecen a la Iglesia Protestante de Hesse y Nasau, estando dirigidas desde Maguncia y poseyendo un decanato propio. 
Además, existe una pequeña comunidad de bautistas, humanistas, islámica y Testigos de Jehová. 
Hasta 1942 había en Ingelsheim una comunidad judía, que había llegado a la localidad en el siglo XVI. En 1850 residían en Ingelsheim unos doscientos judíos, en 1933 unas 134 personas de religión judía. Entre 1840/41 se construyó una sinagoga, que sería destruida durante la Noche de los cristales rotos. Los judíos de la localidad fueron deportados a los campos de concentración y la mayoría de ellos gaseados.

### Eventos
Festival de música folklórica (Eurofolk-Festival) desde 1972.
Desde 1959, Boehringer Ingelheim organiza los Días internacionales, Internationale Tage alrededor del Antiguo Ayuntamiento de Nieder-Ingelheim. Se trata de una exposición de arte con temas cambiantes, normalmente dedicado a un pintor o un país y se celebra cada año desde abril hasta mediados de junio. El punto culminante de este evento fue en los últimos años la noche del arte, que también incluye la sala con iluminación nocturna y visitas guiadas. Fue ideado y dirigido por François Lachenal.